# He Chao
He Chao (Zhanjiang, 11 febbraio 1992) è un tuffatore cinese. Ha vinto la medaglia d'oro nel trampolino 1 metro e quella d'argento nel trampolino 3 metri ai Giochi asiatici di Incheon 2014. e la medaglia d'oro ai Mondiali di nuoto nel trampolino 3 metri, dove succede al fratello maggiore He Chong

## Palmarès
- Mondiali

Kazan 2015: oro nel trampolino 3 m.
Budapest 2017: argento nel trampolino 1 m.
- Giochi asiatici

Incheon 2014: oro nel trampolino 1 m e argento nel trampolino 3 m.

## Riconoscimenti
- Atleta dell'anno FINA: 2015